# Janus Joensen
Janus Joensen (Tórshavn, 27 maggio 1981) è un ex calciatore faroese, di ruolo difensore.